# Глава города Невинномысска
Глава города Невинномысска — высшее должностное лицо города Невинномысска, наделяется Уставом города собственными полномочиями по решению вопросов местного значения. Глава города исполняет свои полномочия на постоянной основе.
Глава города возглавляет местную администрацию.
Действующим главой города Невинномысска является Михаил Анатольевич Миненков.

## Основная информация
Глава города избирается Думой города Невинномысска открытым голосованием большинством голосов от установленного числа депутатов Думы города из числа кандидатов, представленных конкурсной комиссией по результатам конкурса.
Порядок проведения конкурса по отбору кандидатур на должность главы города устанавливается Думой города Невинномысска. Общее число членов конкурсной комиссии устанавливается Думой города, половина из которых назначается Думой города Невинномысска, а другая половина Губернатором Ставропольского края.
Срок полномочий главы города составляет пять лет. 
Решение об изменении срока полномочий, а также решение об изменении перечня полномочий главы города применяется только к главе города, избранному после вступления в силу соответствующего решения.
Глава города Невинномысска не может быть депутатом Государственной Думы Федерального Собрания Российской Федерации и сенатором Российской Федерации в Совете Федерации.
Глава города не может одновременно исполнять полномочия депутата Думы города Невинномысска, депутата представительного органа
иного муниципального образования или выборного должностного лица местного самоуправления иного муниципального образования,
исключением случаев, установленных федеральным законодательством.
Глава города Невинномысска подконтролен и подотчетен населению и Думе города Невинномысска.

### Вступление в должность
Полномочия главы города Невинномысска начинаются со дня его вступления в должность. Глава города вступает в должность на следующий день после его избрания и прекращает свои полномочия в день вступления в должность нового главы города.

### Полномочия
Глава города обладает следующими полномочиями

1) представляет город в отношениях с органами местного самоуправления других муниципальных образований, органами государственной власти, гражданами и организациями, без доверенности действует от имени города;;
2) заключает от имени города договоры и соглашения;
3) обеспечивает осуществление администрацией города полномочий по решению вопросов местного значения и отдельных государственных
полномочий, переданных органам местного самоуправления города федеральными законами и законами Ставропольского края;
4) подписывает и публикует (обнародует) решения Думы города Невинномысска, носящие нормативный правовой характер;
5) издает постановления и распоряжения главы города по вопросам, отнесенным к его компетенции настоящим Уставом города Невинномысска в соответствии с Федеральным законом, другими федеральными законами;
6) вправе требовать созыва внеочередного заседания Думы города;
7) участвует в работе Думы города Невинномысска с правом совещательного голоса.

### Исполняющий обязанности
В случае временного отсутствия главы города, а равно в случае отзыва главы города, а также в случае досрочного прекращения полномочий
главы города его полномочия временно исполняет один из первых заместителей главы администрации города. 

### Прекращение полномочий
В случае досрочного прекращения полномочий главы города, избрание Думой города Невинномысска главы города осуществляется не позднее чем через шесть месяцев со дня такого прекращения полномочий.
При этом, если до истечения срока полномочий Думы города осталось менее шести месяцев, избрание главы города осуществляется в течение трех месяцев со дня избрания Думы города в правомочном составе.

### Список глав
| Фамилия, Имя Отчество             | Период руководства                     | Партия        |
| --------------------------------- | -------------------------------------- | ------------- |
| Семенченко, Анатолий Фёдорович    | 1996–2003 (с 1991 глава администрации) | Единая Россия |
| Ледовской, Виктор Иванович        | 2004–2009                              | неизвестно    |
| Храмов, Константин Константинович | 2009–2012                              | Единая Россия |
| Батынюк, Сергей Николаевич        | 2012–2015                              | Единая Россия |
| Богданова, Надежда Михайловна     | 2015–2016                              | Единая Россия |
| Миненков, Михаил Анатольевич      | с 2016 года                            | Единая Россия |